# Spongilla spoliata
Spongilla spoliata är en svampdjursart som beskrevs av Cecilia Volkmer-Ribeiro och Adriano O. Maciel 1983. Spongilla spoliata ingår i släktet Spongilla och familjen Spongillidae. Inga underarter finns listade i Catalogue of Life.